# كاساس ديل مونتي
بلدية كأساس ديل مونتي (بالإسبانية: Casas del Monte)‏، هي بلدية تقع في مقاطعة قصرش والتي تقع في منطقة إكستريمادورا، غرب إسبانيا.
يبلغ عدد سكانها 925 نسمة وفقاً لإحصائية سنة (2002).